# Ghiacciaio Casey
Il ghiacciaio Casey (in inglese Casey Glacier) è un ghiacciaio lungo circa 40 km e  largo circa 11 km situato sulla costa di Wilkins, nella parte orientale della Terra di Palmer, in Antartide. Il ghiacciaio, il cui punto più alto si trova a circa 325 m s.l.m., fluisce verso nord-est, scorrendo lungo il versante settentrionale delle cime Schipps e passando a sud del nunatak Fin e del monte Argus, fino a entrare nell'insenatura di Casey, tra punta Miller, a nord, e capo Walcott, a sud, andando ad alimentare la piattaforma glaciale Larsen D.

## Storia
Sir Hubert Wilkins fotografò per la prima volta il ghiacciaio durante una ricognizione aerea il 20 dicembre 1928 scambiandolo però per un canale che sembrava attraversare l'intera Penisola Antartica in direzione est-ovest. Wilkins battezzò quindi il canale in onore di Richard G. Casey. Successive fotografie scattate nel 1935 da Lincoln Ellsworth e i risultati di una ricognizione da parte della spedizione britannica nella Terra di Graham, comandata da John Rymill, nel 1936, portarono però W. L. G. Joerg a capire che questo ghiacciaio corrispondeva con quello che Wilkins aveva pensato essere un canale. Tale interpretazione fu poi scoperto essere esatta dopo un'esplorazione della zona effettuata nel 1940 da alcuni membri del Programma Antartico degli Stati Uniti d'America di stanza alla base Est.